# خوان هيرنانديز سييرا
خوان هيرنانديز سييرا (مواليد 16 مارس 1969) هو ملاكم كوبي، مثّل بلاده في الألعاب الأولمبية الصيفية في دورات 1992 و1996 و2000.

## روابط خارجية
خوان هيرنانديز سييرا على موقع اللجنة الأولمبية الدولية (الإنجليزية)
- خوان هيرنانديز سييرا على موقع أوليمبيديا (الإنجليزية)